# Jatrokémia
A jatrokémia (iatrokémia) orvosi kémiai irányzat, amelynek feladata gyógyszerek készítése. Alapítója Paracelsus, Svájcban született orvos, természettudós. A jatrokémia az alkímiával egy időben létezett, orvoslással, új gyógymódok, és gyógyszerek kifejlesztésével foglalkozott. Először a jatrokémikusok alkalmaztak olyan vegyületeket gyógyításra, amik kisebb mennyiségben mérgezőek, például higanyvegyületek. Az alkimisták mellett a jatrokémikusok is próbálkoztak arany előállításával, úgy gondolták, hogy az arany gyógyító erejű és örök életet biztosít.
Az elnevezés eredete a görög iatrosz (ιατρός = orvos) szó.

## Paracelsus elvei
Ismereteit utazásai során gyűjtötte, úgy gondolta, hogy az emberi szervezet sóból, higanyból és kénből áll, a betegség akkor lép fel, ha ezek nincsenek egyensúlyban. Szerinte az, hogy valami méreg nem csak az anyag minőségétől, hanem főleg az anyag mennyiségétől függ. Gyógynövényeket, fémeket használt gyógyításra, alkalmazott például réz-szulfátot, bizonyos vegyületeit még ma is használják az orvoslásban. Paracelsus nem csak kémiával foglalkozott, vallási/filozófiai gondolatait összekötötte a kémiával, gyakran például szellemekkel magyarázta az orvosi jelenségeket.

## A jatrokémia szerepe a kémia fejlődésében

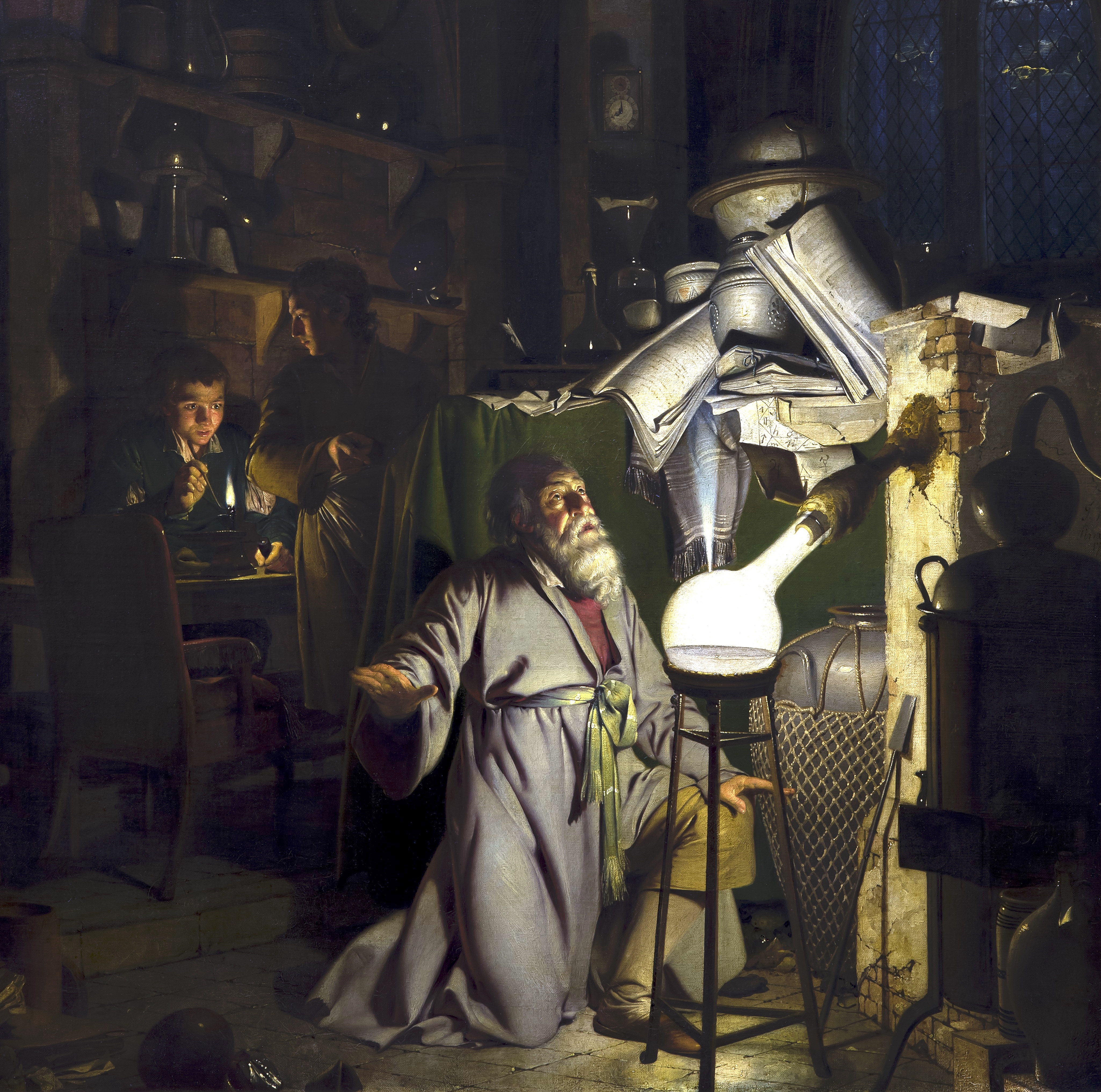

Gyakran a gyógyszereik nem bizonyultak hasznosnak, de mégis sok dolgot fedeztek fel, fogalmakat alkottak stb.
- Bevezették a sav, só, bázis és halmazállapot fogalmát
- Új gyógyszerek előállítása
- Felfedezték, hogy a gyógyítás kémia úton is történhet
- Új anyagokat fedeztek fel (gyakran véletlenül) Pl.: Bizmut felfedezése, Hennig Brand aranyat akart készíteni, helyette felfedezte a foszfort

## Egyéb
- Paracelsus előtt is foglalkoztak orvosi kémiával, pl. Arnoldus Villanovanus. Ő volt az első, aki az aranynak gyógyítő erőt tulajdonított.
- A jatrokémikusok elveivel szemben álltak a jatrofizikusokok nézetei. Szerintük nem kémiai, hanem csak fizikai folyamatok zajlódnak le az élőlények szervezeteiben.
- Sok jatrokémikus az arany mellett az antimont tartotta a legjobb gyógyhatású fémnek.